# Battaglia di Smolensk (1812)
La battaglia di Smolensk fu combattuta il 17 agosto 1812 durante la campagna di Russia tra la Grande Armata francese di Napoleone e l'esercito russo del generale Michael Barclay de Tolly. Napoleone aveva progettato una vasta manovra di aggiramento a sud del Dnepr per sorprendere l'armata nemica, intercettare le sue linee di comunicazione e costringerla ad una battaglia decisiva a Smolensk. Nonostante la brillante riuscita iniziale della manovra a partire dal 13 agosto, errori tattici dei suoi subordinati e la resistenza di alcuni reparti russi non permisero all'imperatore di raggiungere il successo totale.
Napoleone attaccò i sobborghi meridionali della città difesi da una parte delle truppe russe. La battaglia fu caratterizzata dai costosi attacchi frontali francesi ai sobborghi meridionali ed alla cinta muraria di Smolensk e venne vinta dai francesi al termine di scontri aspri e sanguinosi. La città venne distrutta dal fuoco d'artiglieria e poi incendiata dai russi prima di ritirarsi. Il 18 agosto le truppe francesi entrarono nella città in rovina ma nel frattempo i russi si erano già ritirati lungo la riva settentrionale del fiume ed erano riusciti ad evitare una disfatta, frustrando le speranze di vittoria decisiva dell'imperatore.

## Da Vicebsk a Smolensk

### Napoleone a Vicebsk
Alla fine del mese di luglio 1812 la campagna di Russia era giunta ad un primo momento critico; Napoleone, dopo il fallimento dei suoi tentativi di agganciare le armate nemiche e combattere una grande battaglia decisiva, sembrava risoluto a fermare la Grande Armata sulle posizioni raggiunte lungo la Dvina e il Dnepr e riorganizzare metodicamente le sue forze, prima di riprendere l'avanzata nel cuore della Russia. Giunto a Vicebsk il 28 luglio con il grosso dell'armata, era molto preoccupato per il rapido logoramento delle sue truppe e sembrava convinto dagli inviti alla prudenza dei suoi principali luogotenenti; disse esplicitamente che la "campagna del 1812 è finita".
Sulla carta l'imperatore aveva già identificato le posizioni fondamentali del previsto schieramento difensivo; l'ala sinistra avrebbe assediato Riga e avrebbe difeso la Dvina tra Dünaburg e Polock; al centro l'armata principale con Napoleone sarebbe rimasta a Vicebsk dove il terreno boscoso e collinoso si prestava alla difesa; l'ala meridionale avrebbe sfruttato il corso della Beresina ed il terreno paludoso; Babrujsk avrebbe dovuto essere conquistata e avrebbe costituito il caposaldo di questo settore, mentre più a sud l'imperatore contava sull'insurrezione della popolazione per neutralizzare l'armata russa. Sarebbero stati organizzati vasti depositi, oltre che a Danzica, a Vilnius e a Minsk; l'approvvigionamento dell'armata sarebbe stato assicurato.

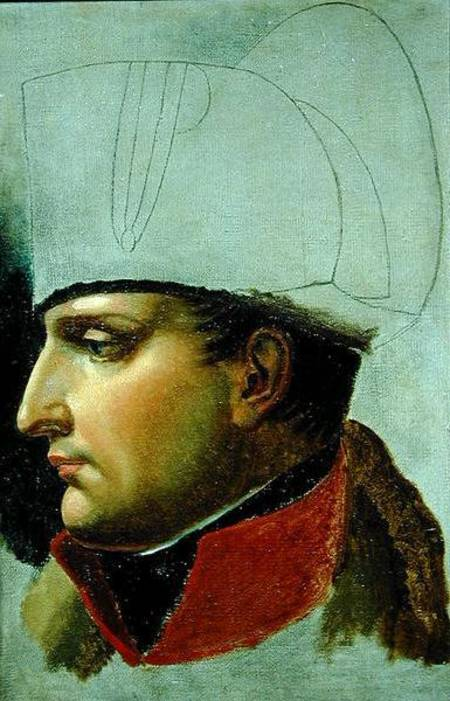
L'imperatore Napoleone.

Con Joachim Murat che, impaziente e temerario, sollecitava la ripresa dell'avanzata, Napoleone apparentemente confermò la sua decisione: la campagna di Russia era finita, nel 1813 e 1814 si sarebbe marciato prima su Mosca e poi su Pietroburgo. La Grande Armata rimase ferma per otto giorni, durante i quali i ritardatari e gli sbandati raggiunsero la colonna principale e si cercò di migliorare la situazione materiale delle truppe. In realtà l'imperatore era inquieto e incerto; egli considerava la situazione globale in Europa, i rischi di un prolungamento della guerra, la mancanza di risorse sufficienti a Vicebsk; tuttavia riteneva ancora che una marcia diretta su Mosca avrebbe potuto risolvere subito la guerra in suo favore e ben presto ritornò sulla sua decisione.

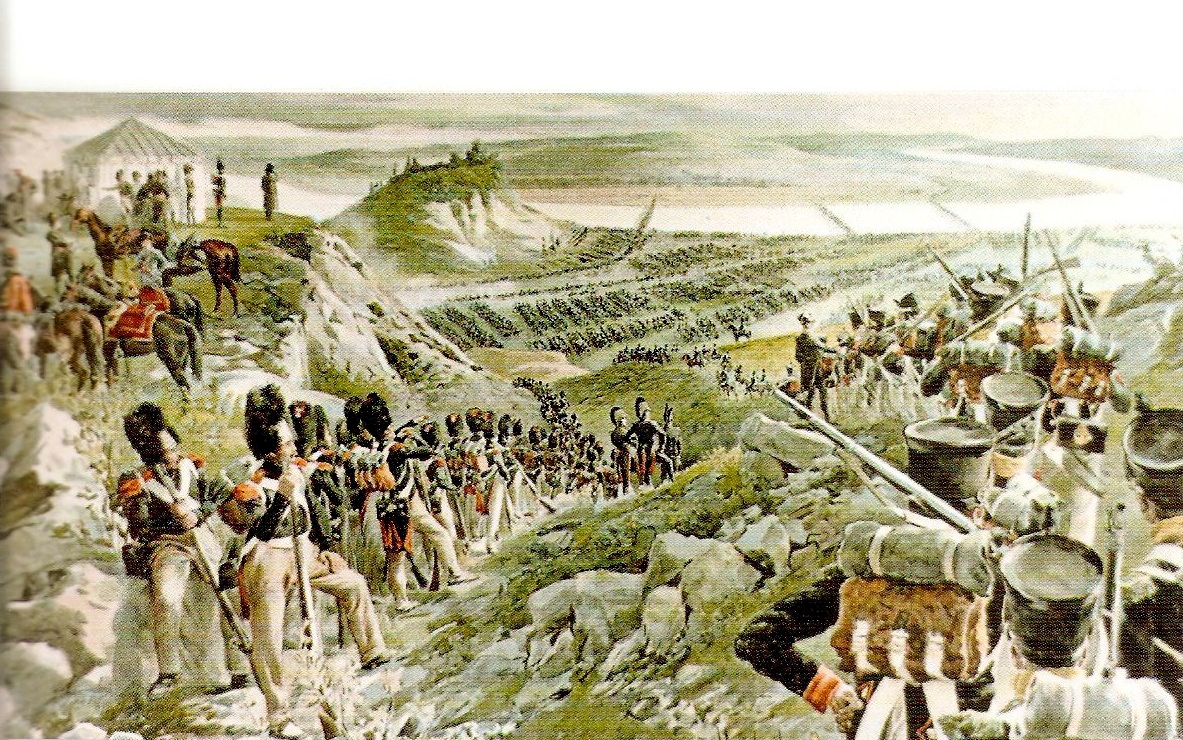
La Grande Armata attraversa il Niemen, dando inizio alla campagna di Russia.

Durante lunghi colloqui con il maresciallo Louis Alexandre Berthier, il generale Georges Mouton, i consiglieri Armand de Caulaincourt, Géraud Duroc e Pierre Daru, prospettò la possibilità di riprendere subito l'avanzata, cercò di convincerli della validità dei suoi piani e della inevitabilità della sua audace decisione; egli si irritò per le loro critiche e il loro scetticismo. L'imperatore convocò anche i suoi generali ed evocò la vittoria dopo la conquista di Mosca; la maggior parte dei suoi luogotenenti aderì ai piani di avanzata e si conformò ai suoi progetti; tra le truppe c'era incertezza e irrequietezza per la sosta, ma il morale di ufficiali e soldati era ancora alto, l'ambizione di bottino e gloria con la conquista di Smolensk e Mosca attirava molti, i passati trionfi sostenevano la fiducia e l'ottimismo.
La massa principale della Grande Armata, sotto il controllo diretto dell'imperatore, era raggruppata in un'area compresa tra Besenkoviči, Suraž e Orša; intorno a Vicebsk, dove era il quartier generale di Napoleone, si trovavano la Guardia imperiale, il IV corpo del principe Eugenio Beauharnais, il VI corpo del generale Laurent Gouvion-Saint-Cyr; a sud, lungo il corso del Dnepr, erano schierati il V corpo del principe Józef Antoni Poniatowski, formato dai soldati polacchi del Granducato di Varsavia, e l'VIII corpo del generale Jean-Andoche Junot, costituito da truppe della Vestfalia. Distribuiti tra questi due raggruppamenti erano il I corpo del maresciallo Louis-Nicolas Davout, il III corpo del maresciallo Michel Ney e la riserva di cavalleria di Murat che controllava le vie di accesso occidentali. Mentre Napoleone rimaneva a Vicebsk, immerso nelle sue complesse valutazioni politiche e militari, la guerra continuava con fasi alterne nei settori periferici dell'ampio fronte; inoltre nuovi e importanti sviluppi diplomatici influirono sulle decisioni finali dell'imperatore.
Sul fianco sinistro a partire dal 1º agosto il maresciallo Nicolas Oudinot aveva combattuto una dura e incerta battaglia a Kljastiči per quattro giorni contro le forze russe del generale Peter Wittgenstein; il II corpo era stato messo in difficoltà e Napoleone, preoccupato per l'andamento delle operazioni lungo la Dvina, decise quindi di distaccare il VI corpo del generale de Gouvion-Saint-Cyr, costituito da truppe bavaresi, e inviarlo per rinforzare il corpo del maresciallo Oudinot. Contemporaneamente una notizia comunicata da Duroc provocò viva inquietudine nell'imperatore; si era appreso che il trattato di Bucarest, concluso tra la Russia e l'Impero ottomano, era stato definitivamente ratificato; quindi l'armata russa del Danubio sarebbe presto stata libera di risalire a nord e minacciare il fianco e le retrovie della Grande Armata. Napoleone ritenne che queste notizie modificassero la situazione: l'attesa e la difensiva si presentavano problematiche e difficili, il nemico si sarebbe rinforzato e avrebbe potuto attaccare in più punti lo schieramento francese.

### La manovra di Smolensk

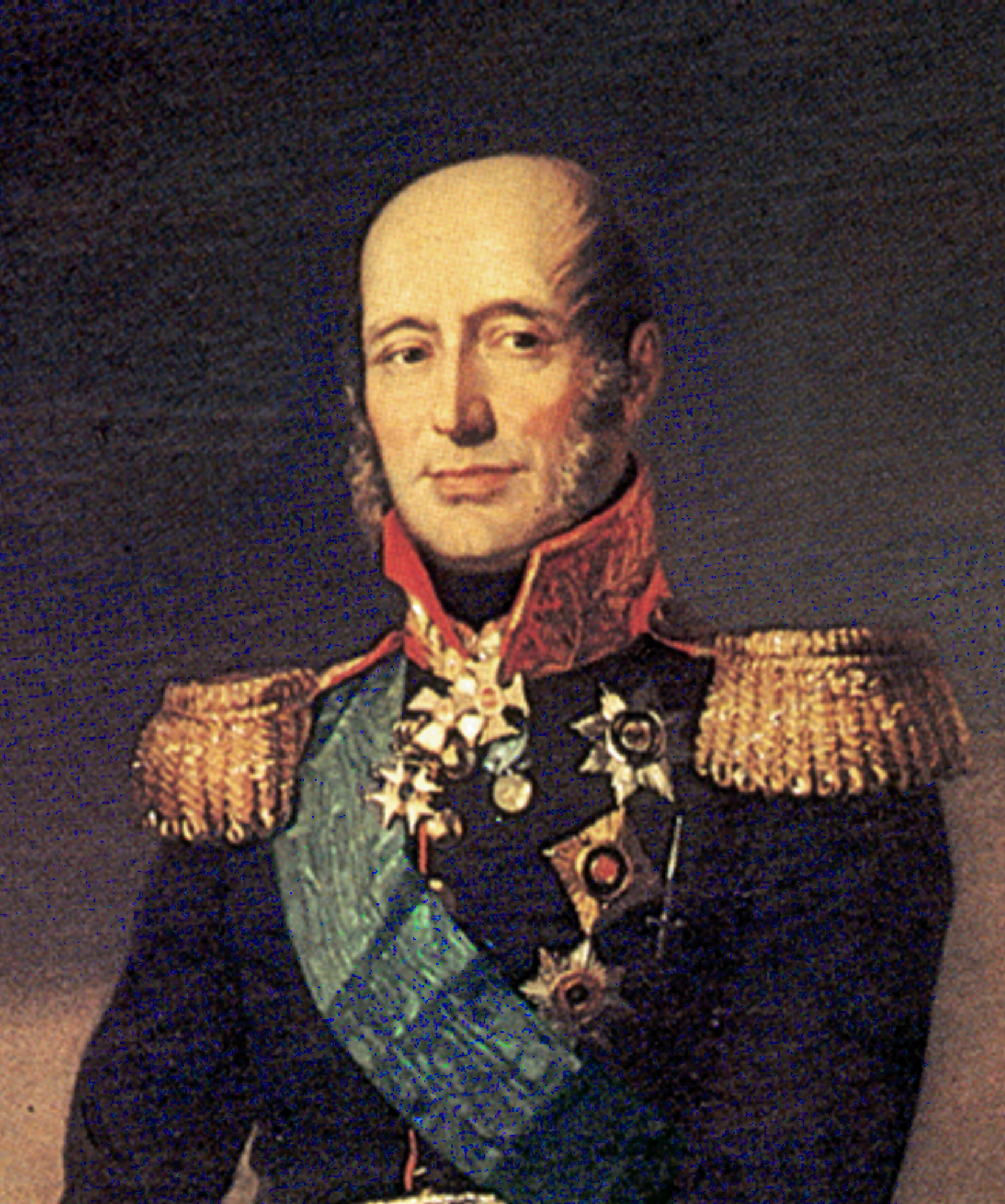
Il generale Michael Barclay de Tolly.

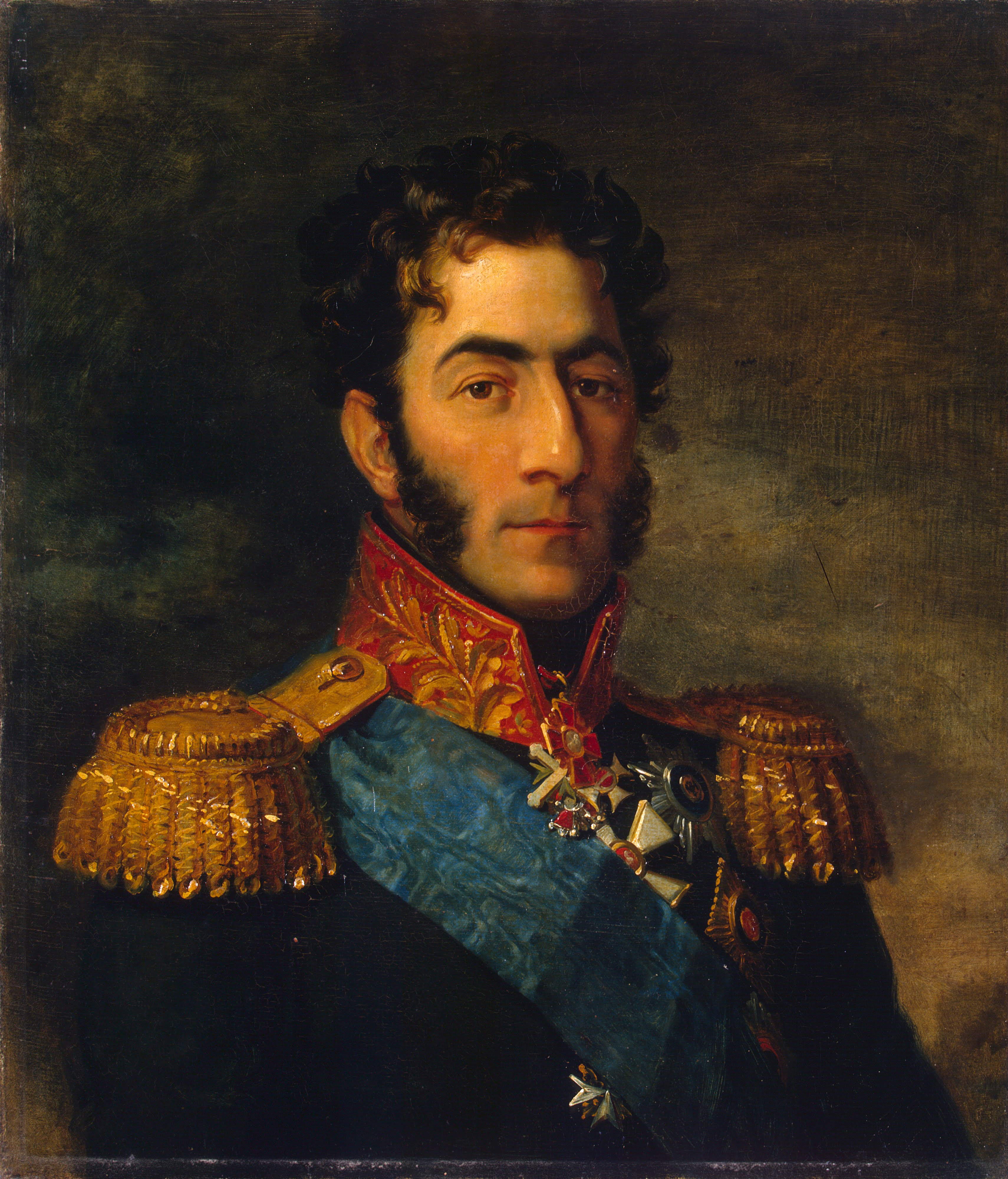
Il generale Pëtr Bagration.

L'8 agosto 1812 un duro e inaspettato scontro tra reparti di cavalleria a Inkovo, vicino al Dnepr, svelò a Napoleone i nuovi e sorprendenti piani dei russi; l'esercito nemico sembrava deciso a passare all'offensiva lungo la riva settentrionale del fiume con l'intenzione di attaccare la Grande Armata di sorpresa, mentre non era ancora concentrata. Nella battaglia di Inkovo il generale Horace Sébastiani, comandante della 2ª divisione di cavalleria leggera venne attaccato di sorpresa da un numeroso reparto di cavalleria cosacca al comando del generale Matvei Platov; i francesi in difficoltà riuscirono a sganciarsi solo dopo aver subito dure perdite. Nonostante la sconfitta del generale Sébastiani, Napoleone accolse con piena soddisfazione la notizia dello scontro di Inkovo; l'armata russa era evidentemente in movimento, preceduta dalla sua cavalleria leggera, e si presentava finalmente l'opportunità di combattere e vincere una grande battaglia decisiva.
Il 2 agosto si erano ricongiunte a Smolensk le due armate russe del generale Michael Barclay de Tolly e del generale Pëtr Bagration che, essendo state attaccate all'inizio della campagna mentre non erano ancora raggruppate, avevano battuto in ritirata rischiando in più occasioni di essere bloccate e attaccate dalle truppe francesi della Grande Armata. Nelle settimane precedenti il generale Barclay, comandante della 1ª armata, aveva ripiegato a nord abbandonando Vilnius e Vicebsk, il generale Bagration, comandante della più piccola 2ª armata, aveva rischiato di essere accerchiato a sud ma era riuscito a ritirarsi in salvo attraverso Minsk, Babrujsk e Mahilëŭ. I rapporti tra i due generali russi non erano buoni e nonostante dimostrassero all'inizio piena volontà di operare uniti per fermare l'invasore, la loro personalità e le loro concezioni strategiche erano profondamente diverse e contrastanti.
Il generale Bagration, aggressivo e audace, e la maggior parte dei generali russi ritenevano umiliante continuare a ripiegare e richiedevano con forza di interrompere la tattica di attesa e di passare all'offensiva dopo il riuscito ricongiungimento delle due armate; il generale Barclay, ufficialmente comandante in capo dell'esercito russo riunito, era oggetto di forti critiche per la sua prudenza e per la sua origine "tedesca". Il generale Aleksej Ermolov scrisse allo zar, condannando la strategia del generale Barclay e invocando l'offensiva; tra le truppe c'era irritazione e preoccupazione per la perdita di territori della Russia profonda. Anche lo zar Alessandro, che in precedenza aveva concordato con il generale Barclay una strategia prudente evitando battaglie decisive e prolungando la guerra per logorare la Grande Armata, il 9 agosto scrisse al generale Barclay invitandolo a passare all'offensiva e fermare l'invasione. Il generale Barclay all'inizio della campagna aveva promesso allo zar che dopo il congiungimento delle due armate avrebbe attaccato, ma manteneva tutti i suoi dubbi e continuava a ritenere vantaggioso guadagnare tempo ed evitare battaglie decisive; temeva inoltre la superiore capacità operativa di Napoleone in una guerra di movimento.

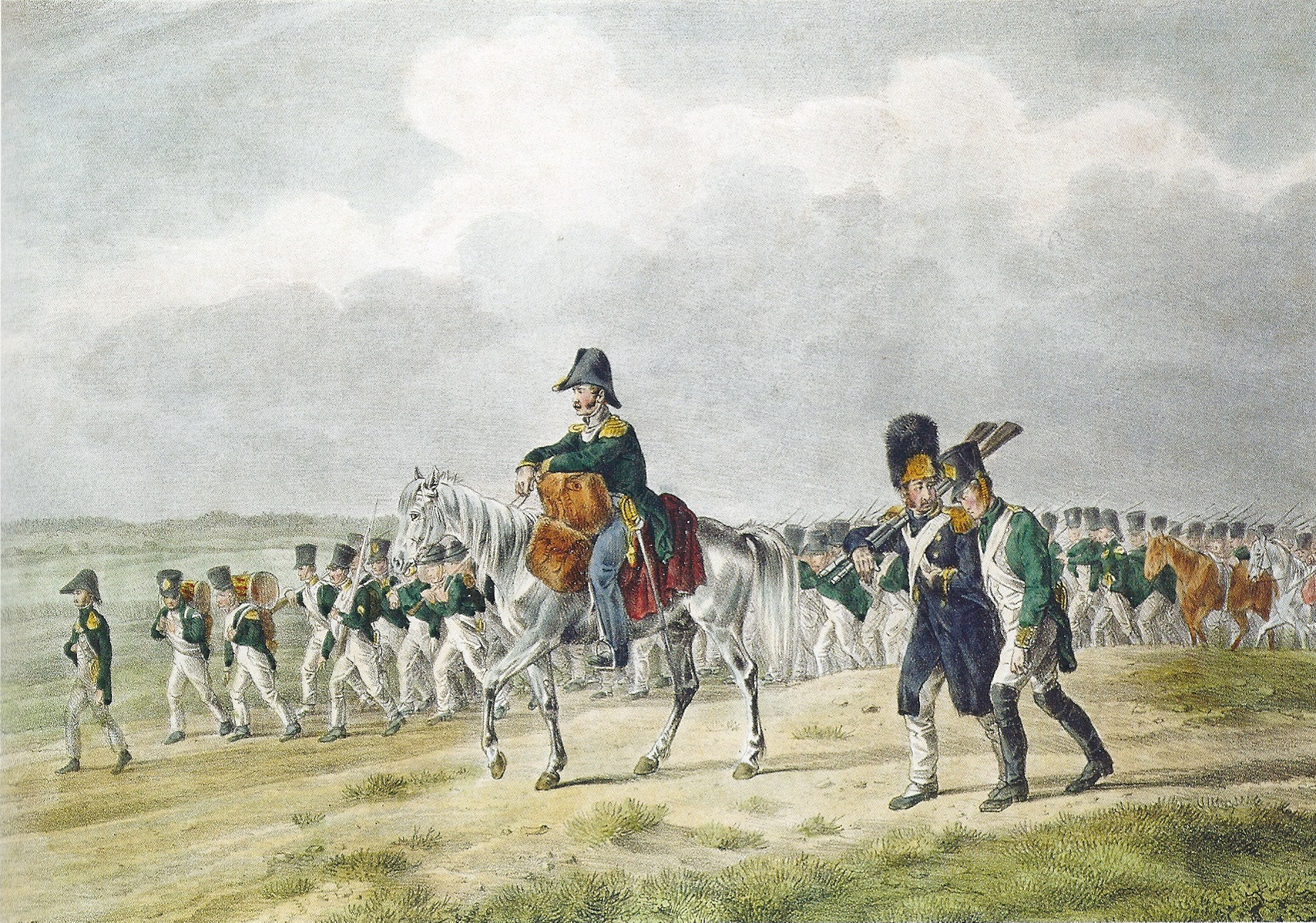
Le truppe del IV corpo della Grande Armata durante l'avanzata in Russia.

Il 6 agosto, durante un consiglio di guerra, il generale Barclay decise finalmente di aderire alle richieste del generale Bagration e altri generali e di organizzare un'offensiva a nord del Dnepr in direzione di Vicebsk; il 7 agosto le due armate russe raggruppate iniziarono l'avanzata ma l'operazione si svolse nella confusione e nell'incertezza. Il generale Barclay, temendo possibili manovre a sorpresa dell'imperatore, avanzò con grande cautela a ovest di Smolensk verso Rudnja con il suo esercito diviso in tre colonne; notizie infondate sulla presenza nemica più a nord, accrebbero i timori del comandante in capo che cambiò la direzione di avanzata. Gli ufficiali e le truppe erano esasperate per la lentezza ed il disordine della marcia; la notizia dell'inatteso scontro dei cosacchi con la cavalleria francese a Inkovo fece temere che i piani russi fossero stati scoperti.
Già prima di aver appreso le notizie dello scontro di Inkovo e quindi dell'avanzata dell'esercito russo in direzione di Vicebsk, Napoleone era ormai deciso a riprendere subito la campagna per raggiungere una decisione prima dell'inverno marciando su Smolensk e poi su Mosca. Venuto a conoscenza dei movimenti del nemico, egli inizialmente pensò di concentrare le sue forze a nord del Dnepr per affrontare direttamente l'esercito russo in avvicinamento, poi vedendo la confusione del nemico che sembrava essersi fermato, il 10 agosto cambiò completamente i suoi piani e mise in atto una grandiosa manovra strategica di aggiramento. La cosiddetta "manovra di Smolensk" in teoria avrebbe potuto concludersi con un successo totale e pertanto è stata considerata dal punto di vista strategico una delle operazioni più brillanti concepite da Napoleone durante la sua carriera. L'imperatore decise di cambiare la sua linea di operazioni di Vicebsk con quella di Minsk, concentrare tutte le sue forze, attraversare in massa e di sorpresa il Dnepr e marciare rapidamente lungo la riva meridionale sul fianco e alle spalle dell'esercito russo, attardato nella sua lenta offensiva a nord del fiume, precedendolo a Smolensk e tagliandolo fuori dalle sue comunicazioni con Mosca.
Dopo aver preso la sua decisione, Napoleone iniziò una frenetica elaborazione di ordini e direttive per i suoi luogotenenti; il 10 agosto scrisse al maresciallo Davout di attendersi una grande battaglia a Smolensk e che sarebbe stata "una faccenda risolutiva"; il nuovo centro di operazioni sarebbe stato Orša; ospedali andavano preparati a Mahilëŭ, Orša, Bóbr, Barysaŭ, Minsk. In quattro giorni, a partire dal 10 agosto, l'armata con 185000 uomini doveva essere concentrata sulla riva meridionale del Dnepr, intorno a Liadi; l'imperatore partì da Vicebsk per raggiungere le sue truppe il 13 agosto.
Fin dall'11 agosto l'armata era in marcia per effettuare la concentrazione; Napoleone prevedeva che le truppe, divise in due grandi colonne, avrebbero raggiunto di sorpresa il fiume Dnepr e lo avrebbero attraversato tra Rosasna e Orša. Le forze dirette a Rosasna erano guidate personalmente dall'imperatore e comprendevano la cavalleria di Murat, il III corpo del maresciallo Ney, il IV corpo del principe Eugenio e la Guardia imperiale; a sud il maresciallo Davout avrebbe passato il fiume a Orša con il I corpo, il V corpo del principe Poniatowski e l'VIII corpo del generale Junot. Superato il Dnepr l'armata avrebbe puntato vwerso oriente organizzata in un grande bataillon carré; l'imperatore riteneva possibile raggiungere un successo schiacciante come nella battaglia di Jena.
La marcia, mascherata con abilità dalla cavalleria che impedì ai russi di identificare il movimento, si effettuò con rapidità ed in segreto; in particolare il I corpo del maresciallo Davout diede prova di disciplina ed organizzazione durante la veloce avanzata. Il 13 agosto le due colonne erano già ammassate a nord del fiume, pronte ad attraversare; anche Napoleone, dopo aver superato in ventiquattro ore il terreno tra Vicebsk e il Dnepr, era giunto a Rosasna. Nella notte tra il 13 e il 14 agosto l'esercito francese attraversò il fiume sui quattro ponti di barche costruiti dai genieri del generale Jean Baptiste Éblé. Le truppe, inizialmente eccitate e incuriosite dall'idea di superare il Dnepr, passarono rapidamente il fiume, in quel tratto stretto e incassato, e all'alba circa 175000 uomini raggiunsero la riva meridionale; l'imperatore attraversò a Rosasna e si riposò nella sua tenda. La manovra sembrava pienamente riuscita e non c'era traccia del nemico; all'alba del 14 agosto ebbe inizio la grande avanzata verso est, in direzione di Smolensk, dell'armata raggruppata sotto il comando diretto di Napoleone.

## La battaglia
(Parole rivolte da Napoleone a Armand de Caulaincourt sul campo di battaglia di Smolensk)

### Combattimento di Krasnoi

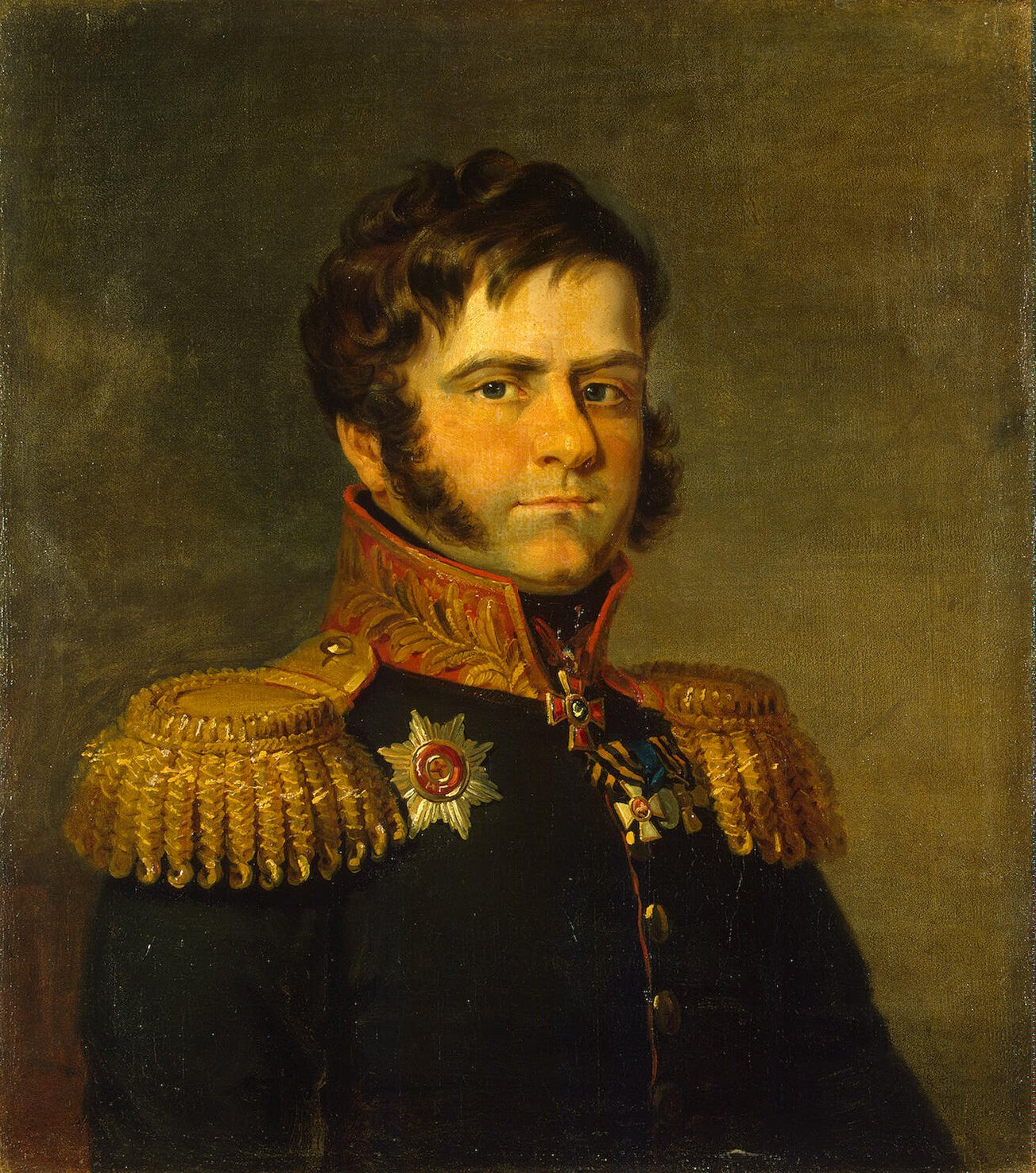
Il generale Dmitrij Neverovskij.

L'armata avanzava freneticamente verso est preceduta da avanguardie che dispersero facilmente due reparti di cosacchi che ripiegarono rapidamente; la marcia si effettuava senza una precisa organizzazione logistica; ogni corpo si muoveva in autonomia, i soldati saccheggiavano i villaggi, attraversavano i corsi d'acqua su guadi improvvisati e proseguivano subito senza attendere l'arrivo degli altri reparti. Le colonne si lasciavano dietro gruppi di sbandati e saccheggiatori di cui nessuno si curava; l'avanzata si svolgeva nel disordine e nella fretta; l'armata attraversò inizialmente una serie di villaggi abitati da ebrei a cui seguirono terre desolate e povere; alle ore 03.00 del 15 agosto le truppe di testa del maresciallo Ney raggiunsero la cittadina di Krasnoi e sgominarono rapidamente un reggimento russo che aveva tentato di resistere.
Le forze russe incontrate dai francesi nella zona, in grado di contrastare l'avanzata della Grande Armata su Smolensk, appartenevano alla 27ª divisione del generale Dmitrij Neverovskij costituita da 7200 soldati; si trattava di un reparto inesperto composto principalmente da reclute ma rinforzato da due reggimenti veterani, un reggimento di dragoni, alcuni cosacchi e quattordici cannoni. Il generale Barclay aveva lasciato prudentemente a sud del Dnepr questa formazione prima di iniziare la sua incerta offensiva verso Vicebsk.
Il contatto tra l'avanguardia francese e il reparto del generale Neverovskij avvenne su un terreno irregolare, ma idoneo all'impiego della cavalleria e Murat decise quindi di attaccare subito; sorsero tuttavia difficoltà per trovare dei guadi adatti alla cavalleria e il re di Napoli perse tempo prima di poter concentrare le sue forze e sferrare un attacco in forze; inoltre l'artiglieria francese venne intralciata dal crollo di ponte e in un primo tempo non poté intervenire. Infine, dopo aver completato il suo schieramento, la cavalleria di Murat prima disperse il debole reparto di cavalieri russi e quindi attaccò la colonna di fanteria del generale Neverovskij, ma i russi mantennero la coesione, il generale riuscì a disporre le sue truppe in quadrato e condusse un'abile ritirata combattuta respingendo le continue cariche dei francesi. I soldati russi sospendevano ad intervalli il ripiegamento per tirare metodicamente contro i cavalieri francesi e riuscirono a guadagnare tempo mentre si avvicinavano a Smolensk. Murat continuò ostinatamente a lanciare attacchi con la cavalleria, i suoi uomini intaccarono i quadrati ma non riuscirono a disgregarli nonostante che le truppe del generale Neverovskij si fossero trovate parzialmente ostacolate nella loro ritirata da una palizzata che delimitava il terreno.

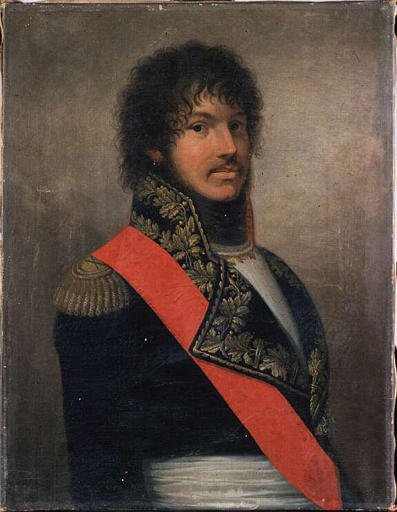
Il re di Napoli Joachim Murat guidò l'avanguardia della Grande Armata durante la manovra di Smolensk.

I soldati russi, sottoposti ad una forte pressione, riuscirono ugualmente a superare l'ostacolo ed a mantenere la distanza dall'avanguardia di Murat; il re di Napoli poté finalmente disporre di alcuni cannoni che inflissero in questa fase pesanti perdite alla divisione del generale Neverovskij. Murat sperava inoltre di poter intercettare e distruggere la tenace colonna nemica grazie all'arrivo dei cavalieri del generale Emmanuel de Grouchy di cui era previsto l'intervento alle spalle del nemico per occupare una gola da cui avrebbero dovuto passare i russi. Disposizioni sbagliate ed errori di direzione fecero invece dirottare gran parte di questa cavalleria, e il generale Grouchy poté intervenire solo con tre reggimenti di cavalleria leggera che, nonostante una serie di cariche, non poterono infrangere le difese dei russi schierati in formazione serrata e protetti da filari di alberi di betulla.
La battaglia di Krasnoi aveva grande importanza; se Murat fosse riuscito a sbaragliare rapidamente la divisione del generale Neverovskij avrebbe potuto sbucare, direttamente e senza ostacoli, a Smolensk e conquistare la città ancora indifesa, coronando la manovra strategica di Napoleone e tagliando fuori dalla strada di Mosca l'esercito dei generali Barclay e Bagration. Il generale Neverovskij si trovò in una situazione molto difficile e perse durante la battaglia 1200 morti e feriti, 1000 prigionieri e otto cannoni, ma riuscì a completare una ritirata combattuta di venti chilometri. Nell'ultima parte della manovra di ripiegamento le tenaci truppe del generale vennero sostenute dai reparti della divisione del generale Ivan Paskevič, inviata dal generale Bagration a sud del Dnepr per rinforzare le difese di Smolensk; insieme le due formazioni russe riuscirono a completare la ritirata e nel pomeriggio del 15 agosto raggiunsero la città dove giunse più tardi anche il generale Nikolaj Raevskij, comandante del 7º corpo d'armata, che assunse il comando di tutte le forze disponibili. Nel frattempo il generale Barclay, informato della critica situazione del generale Neverovskij e della presenza di grandi forze francesi a sud del Dnepr, aveva definitivamente arrestato la sua l'offensiva verso Vicebsk e iniziato il 15 agosto la ritirata, mentre il generale Bagration si affrettava a marciare con le sue forze su Smolensk per salvaguardare le linee di comunicazione dell'esercito; la manovra del generale Barclay era completamente fallita e l'esercito russo si trovava in una situazione precaria, mentre infuriavano polemiche e contrasti tra i generali.
Nel frattempo le forze francesi si stavano concentrando a sud di Smolensk; Murat e il maresciallo Ney completarono l'inseguimento della divisione del generale Neverovskij e raggiunsero le difese esterne della città; l'imperatore era più indietro; egli riteneva imminente una grande battaglia e ne parlò con fiducia al principe Eugenio. Tuttavia era teso e irritabile; il 15 agosto essendo il giorno del suo compleanno, Murat e il maresciallo Ney fecero sparare in segno di festa una salva di cento cannoni utilizzando polvere da sparo catturata ai russi, ma Napoleone non sembrò apprezzare molto questo saluto alla vigilia di una battaglia. Tra i suoi collaboratori e luogotenenti crescevano la preoccupazione e il timore di un pericoloso prolungamento della campagna.

### Battaglia per Smolensk

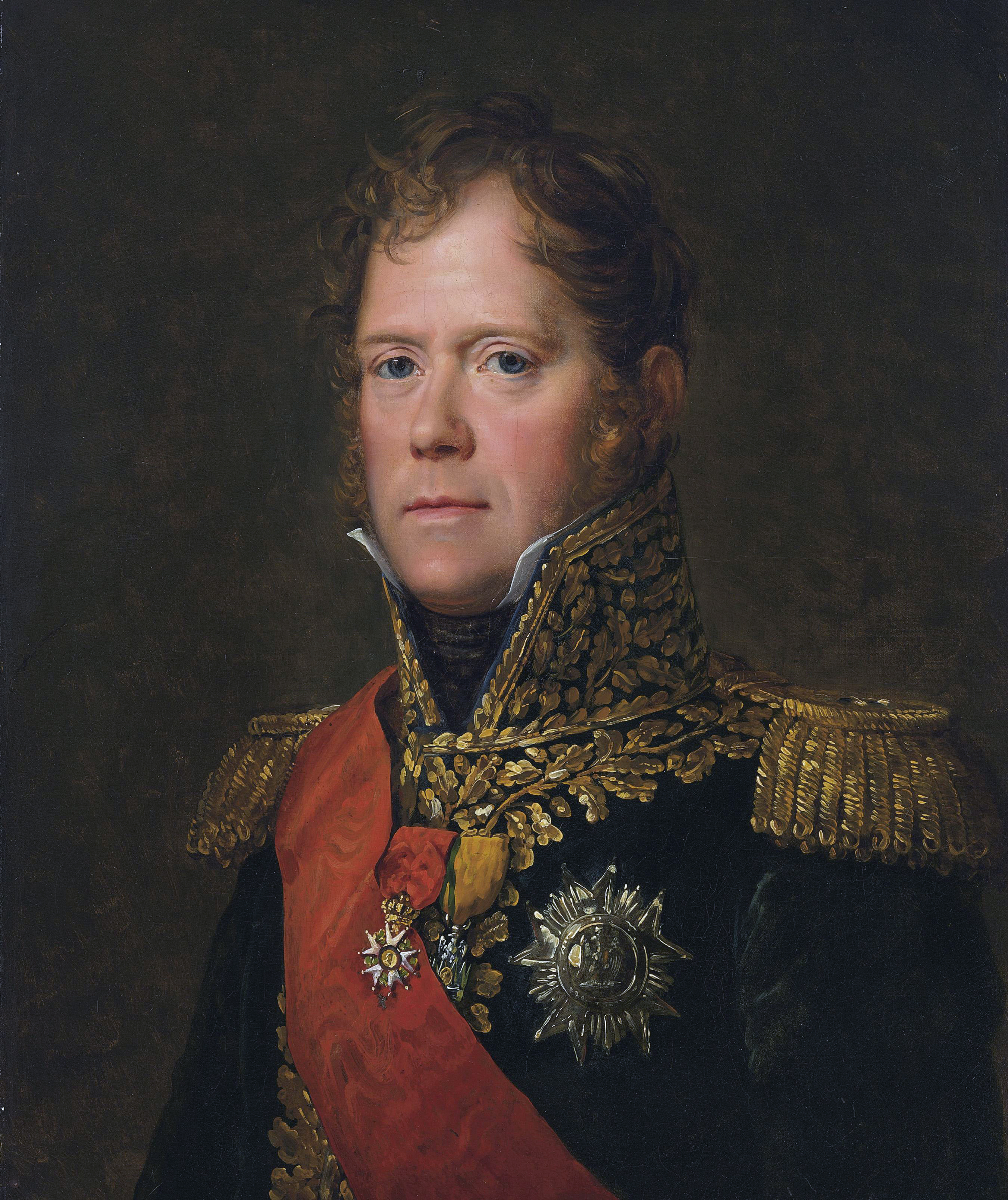
Il maresciallo Michel Ney, comandante del III corpo d'armata.

La città di Smolensk era situata principalmente sulla riva sinistra del Dnepr e nel 1812 contava 12000 abitanti; i soldati del maresciallo Ney quando la videro rimasero impressionati dalle sue caratteristiche e dalla cinta di mura che sembrava racchiudere tutta la città e mascherava la vista delle case; si scorgevano solo le cupole della cattedrale dell'Assunzione. Le mura in mattoni erano alte otto metri e larghe quattro; la cinta era rinforzata da trentadue torri di cui alcune in non buono stato di conservazione; in altri punti erano stati organizzati dei ridotti fortificati con cannoni da fortezza; ad ovest, lungo la strada proveniente da Orša, sorgeva la cittadella reale, una fortificazione in terra con cinque bastioni; era presente inoltre un largo fossato. A sud della cinta muraria c'erano alcuni sobborghi che coprivano gli accessi alle porte della strada di Mahilëŭ e del Dnepr; il terreno, irregolare e scosceso si presentava particolarmente impervio dalla parte della cittadella reale a occidente. A nord del fiume era situata la parte nuova della città, il sobborgo di San Pietro; questa zona, organizzata come centro commerciale, era priva della cinta muraria, ma per la sua posizione più elevata sovrastava la parte vecchia a sud del Dnepr; due ponti attraversavano il Dnepr e permettevano i collegamenti tra le due parti della città.

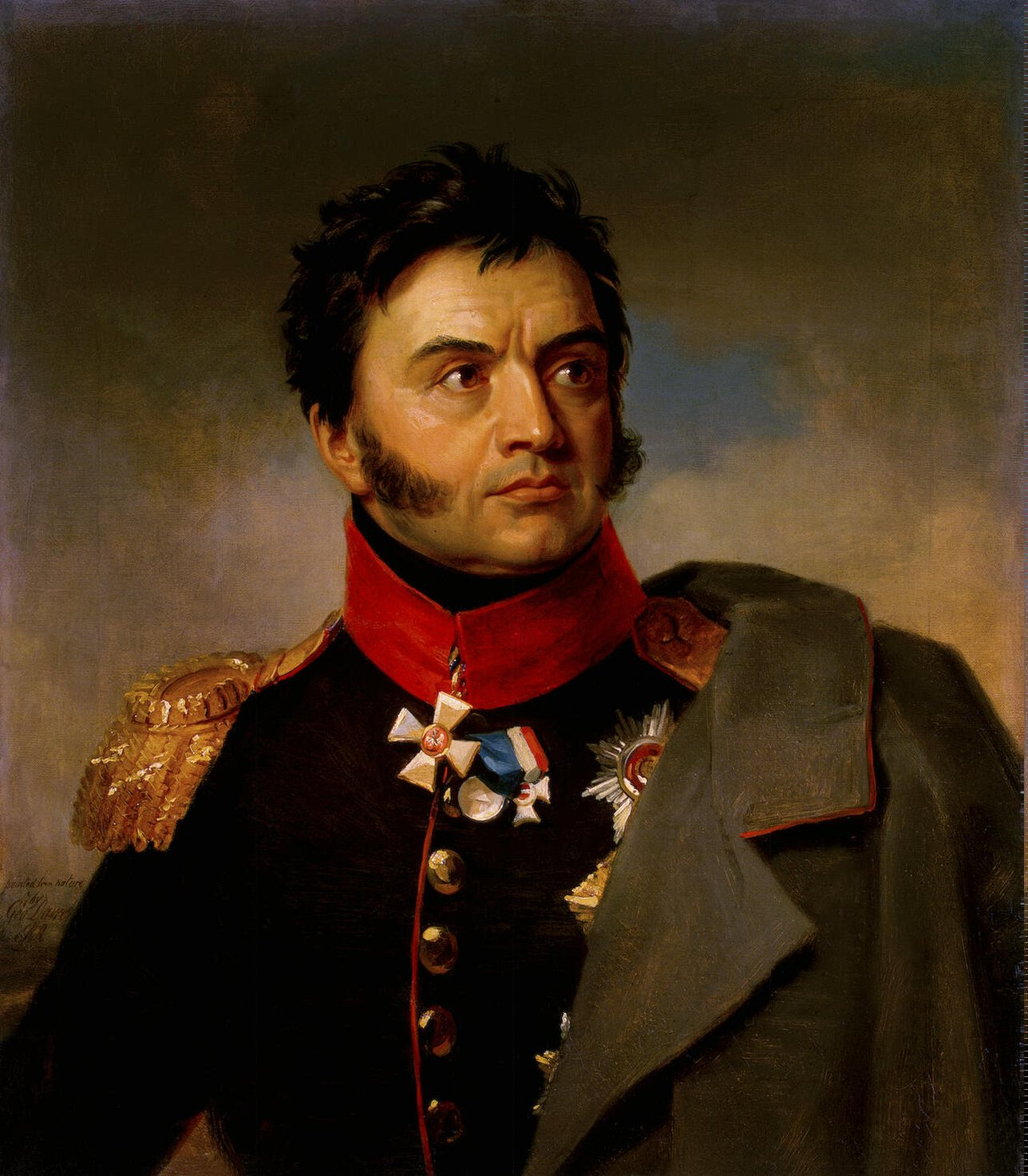
Il generale Nikolaj Raevskij.

Il generale Raevskij, dopo aver preso contatto con le stremate forze della divisione del generale Neverovskij, organizzò subito la difesa di Smolensk con le truppe del suo corpo d'armata; dopo aver rafforzato le difese della guarnigione all'interno della cinta muraria, il generale schierò una linea difensiva a sud del Dnepr, nel settore dei sobborghi meridionali e occidentali della città, che avrebbe dovuto affrontare le forze francesi in arrivo e rallentarne l'avanzata. I reparti francesi in avvicinamento erano guidati da Murat, la cui cavalleria avanzava verso il settore orientale di Smolensk nel punto dove il fiume varca le mura della città, e dal maresciallo Ney che marciava con i suoi soldati del III corpo d'armata verso il settore occidentale; subito dietro stava avanzando il V corpo del principe Poniatowski che, provenendo direttamente da Mahilëŭ e avanzando lungo la riva meridionale del fiume, avrebbe dovuto rafforzare la cavalleria di Murat sull'ala destra del fronte di battaglia della Grande Armata.

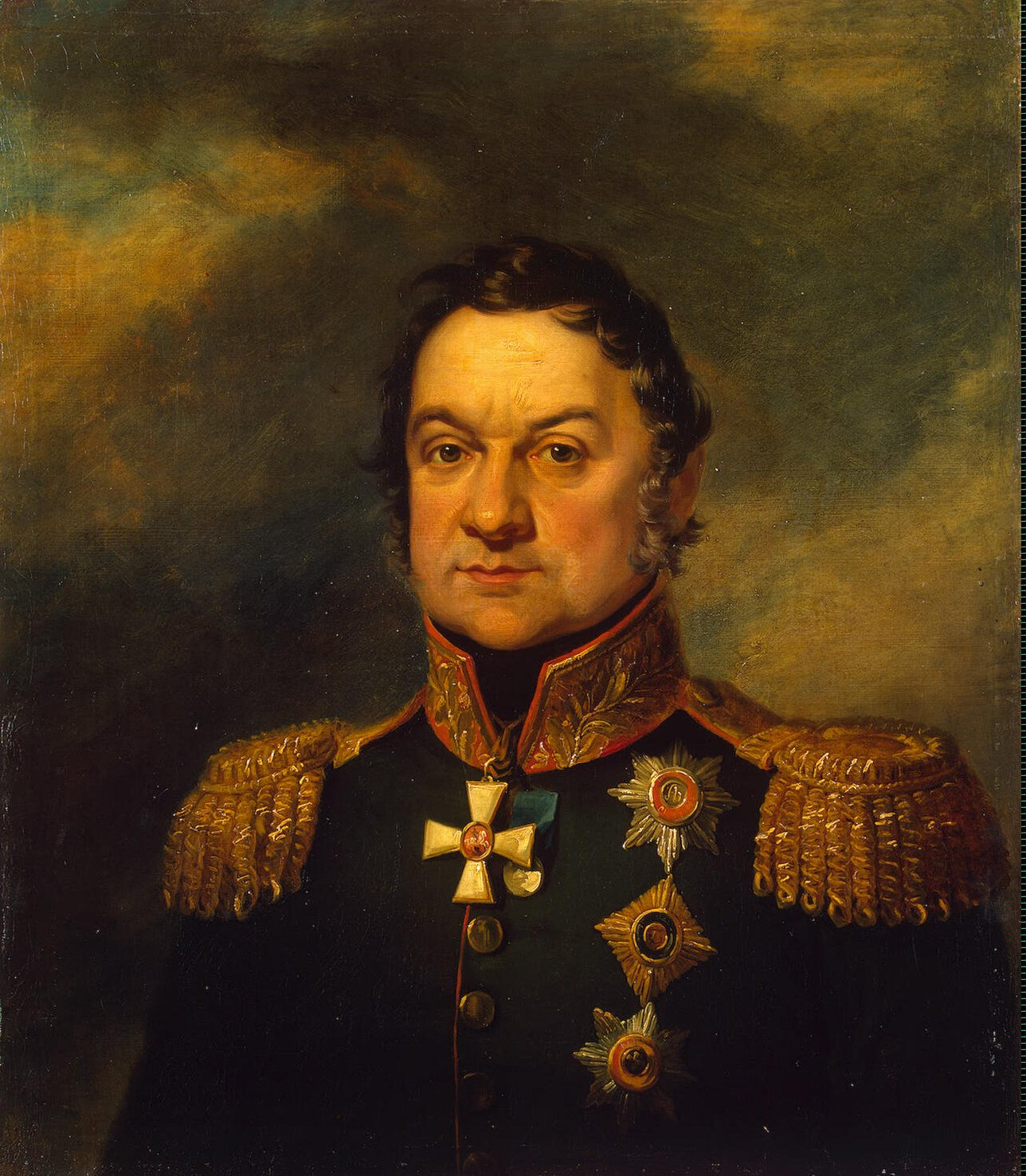
Il generale Dmitrij Dochturov.

Il III corpo del maresciallo Ney raggiunse Smolensk alle ore 08.00 del 16 agosto nel settore occidentale, caratterizzato da un terreno boscoso e irregolare; il maresciallo, impetuoso e audace, effettuò una ricognizione personale e venne anche leggermente ferito al collo, un battaglione venne lanciato all'attacco ma dopo una coraggiosa avanzata venne decimato e dovette ripiegare. Il maresciallo Ney apprezzò la solidità della cinta muraria, guarnita dalle torri e difesa da numerosi cannoni; a ovest venne individuata la grande fortificazione della cittadella reale. A parere del maresciallo Ney sarebbe stato difficile conquistare d'assalto la città ma la presenza dei sobborghi a sud delle mura avrebbe permesso di coprire l'avvicinamento delle truppe francesi fino ai piedi delle fortificazioni. Nella mattinata la fanteria leggera del III corpo affrontò i fucilieri russi schierati dal generale Raevskij che cercavano di rallentare l'avanzata verso i sobborghi; dopo violenti scontri a fuoco i fucilieri furono respinti e la fanteria francese del maresciallo Ney penetrò nei sobborghi, ma per il resto della giornata non ci furono attacchi in massa.

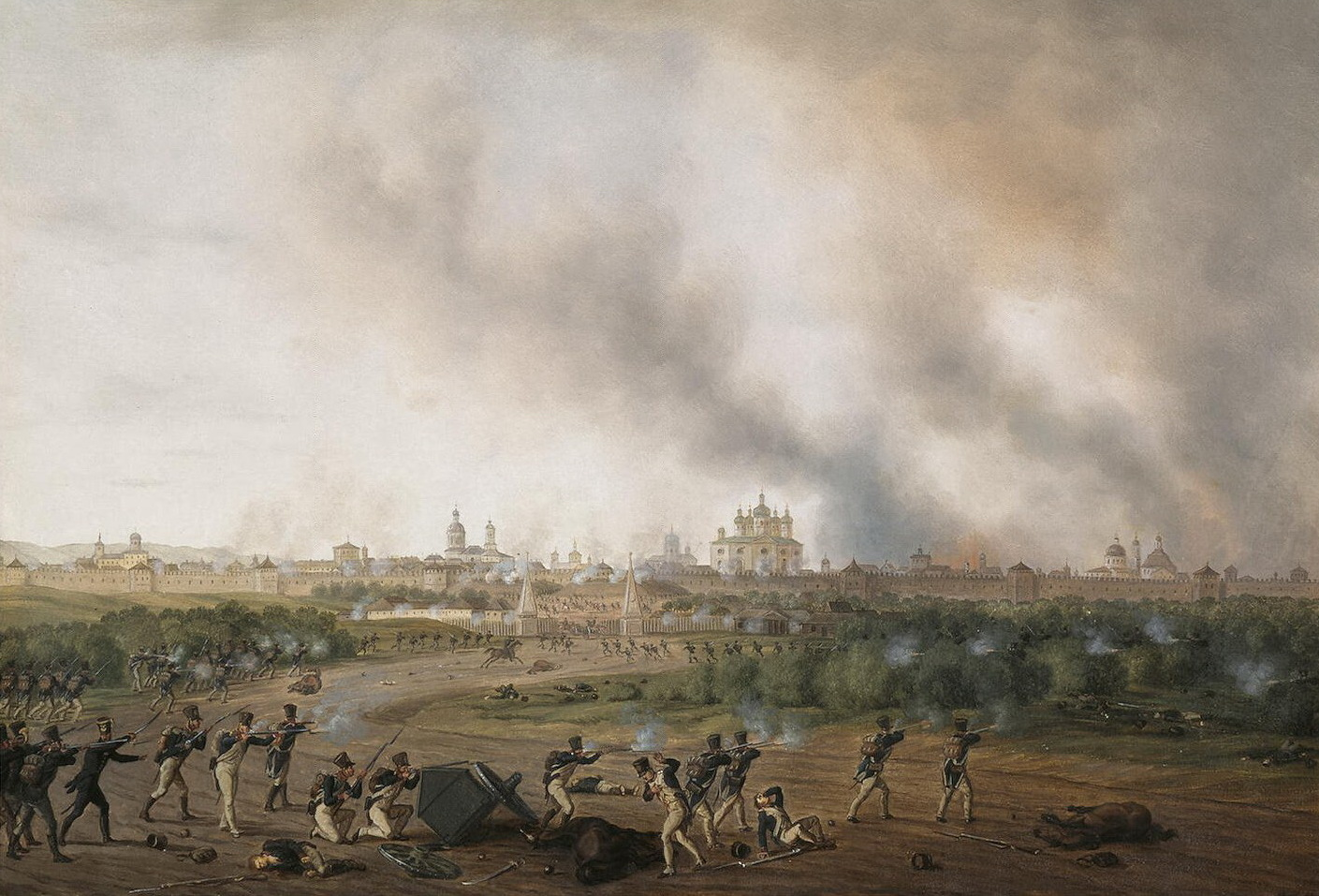
La fanteria leggera francese in azione nei sobborghi di Smolensk.

Napoleone era giunto sul campo di battaglia e aveva posto il suo quartier generale a due chilometri dalle mura; allertato dal maresciallo Ney che aveva individuato lunghe colonne nemiche in movimento a nord del Dnepr, si recò sul posto e in un primo tempo si dimostrò soddisfatto e convinto che i russi avrebbero finalmente accettato la battaglia. In serata fu preda dei dubbi, Caulaincourt si disse convinto che i russi si sarebbero ancora ritirati. Su ordine dell'imperatore l'artiglieria francese iniziò a bombardare la città e il ponte che attraversava il Dnepr; fino alla sera continuarono gli scambi a fuoco di artiglieria tra le due parti; nella notte i combattimenti si arrestarono. L'imperatore organizzò personalmente il suo schieramento per attaccare Smolensk il 17 agosto; sull'ala sinistra era posizionato il III corpo del maresciallo Ney, il maresciallo Davout e il generale Georges Mouton si allinearono sulla destra con le divisioni del I corpo; l'ala destra della Grande Armata venne assegnata a Murat e al V corpo del principe Poniatowski. Al centro in riserva rimasero la Guardia imperiale e il IV corpo del principe Eugenio; più lontano era l'VIII corpo del generale Junot.
Per attirare i russi a sud del fiume e combattere una grande battaglia campale, Napoleone fece arretrare le forze di Murat e del principe Poniatowski sull'ala destra, allontanandole dalla città e lasciando spazio per un eventuale schieramento nemico; l'imperatore rinunciò anche a manovre di aggiramento sul fianco ed a movimenti strategici, attraversando il fiume a monte, che avrebbero potuto mettere in pericolo le comunicazioni del nemico lungo la strada di Mosca. Napoleone cercava una battaglia e una vittoria decisiva; egli temeva che i russi si sarebbero subito ritirati se avessero visto minacciate le loro comunicazioni; quindi l'imperatore organizzò un attacco diretto su Smolensk per bloccare e distruggere l'esercito russo. Napoleone inoltre riteneva pericoloso scoprire le sue linee di comunicazione trasferendo il grosso delle sue forze a nord del fiume mentre i russi mantenevano ancora il possesso di Smolensk e dei ponti sul Dnepr.
Il generale Raevskij il 16 agosto disponeva di soli 15000 soldati; durante la notte affluì a nord del fiume il grosso dell'esercito russo con i generali Barclay e Bagration; il generale Dmitrij Dochturov, comandante del 6º corpo d'armata, assunse il comando delle difese a sud del Dnepr con le truppe del suo corpo d'armata e i soldati russi disponibili salirono a 30000 uomini. Un attacco in forze dei francesi il 16 agosto, mentre le difese nemiche erano ancora deboli, avrebbe potuto avere successo ma l'imperatore rimase indeciso per tutta la giornata e rinviò l'attacco al 17 agosto. Il generale Dochturov rafforzò le sue difese nei sobborghi meridionali e respinse le avanguardie francesi già penetrate nella zona. In realtà il generale Barclay era intenzionato soprattutto a proteggere la fuga degli abitanti della città, l'evacuazione dei materiali e a difendere le sue vie di comunicazione; il generale Bagration e altri generali russi erano invece intenzionati a battersi. Inoltre il generale Barclay era estremamente preoccupato per le sue linee di comunicazione lungo la strada di Mosca sulla riva settentrionale del Dnepr che riteneva esposte ad una manovra di aggiramento di Napoleone; egli quindi fin dalla sera del 16 agosto ordinò al generale Bagration di iniziare a ripiegare lungo la riva settentrionale con la sua armata.
Napoleone posizionò il suo posto di comando al centro delle linee nei pressi di una gola; egli era ancora ottimista e sperava che i russi si sarebbero battuti per difendere l'antica città; Murat invece era scettico ed anche il maresciallo Ney si aspettava una nuova ritirata del nemico; al primo mattino del 17 agosto l'imperatore rimase deluso per l'assenza delle truppe nemiche nella pianura a sud della città, ma alcune informazioni provenienti dal settore centrale riportarono che battaglioni russi sembravano in movimento; solo il maresciallo Davout condivideva le speranze di Napoleone. Le notizie portate dal generale Augustin Daniel Belliard, mandato in avanscoperta con reparti di cavalleria, fecero svanire le illusioni e confermarono che i russi battevano in ritirata lungo la strada per Mosca; grandi colonne di truppe e artiglieria erano state identificate in marcia a nord del fiume.

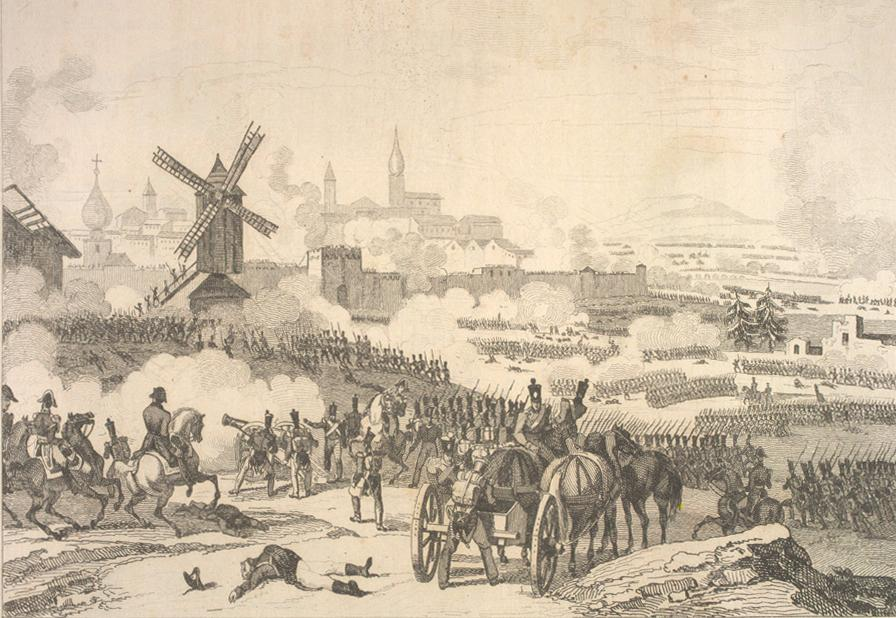
Immagine della battaglia di Smolensk.

Dopo aver rinunciato ad attraversare subito il fiume con una parte delle truppe per intercettare la ritirata, Napoleone decise di sferrare ugualmente un attacco generale alla città, nonostante le forti riserve di Murat che, considerando che i russi si stavano ritirando, chiedeva di rinunciare ad un'offensiva ormai inutile. Il re di Napoli non riuscì a convincere l'imperatore che apparve deciso ad attaccare Smolensk e poi proseguire verso Mosca; Murat, molto scosso dal colloquio con l'imperatore, si portò sulla linea del fuoco dove era in corso un violento scontro di artiglieria e sembrò ricercare la morte in combattimento.
L'attacco generale della Grande Armata ordinato da Napoleone ebbe inizio nel primo pomeriggio del 17 agosto; l'imperatore aveva concentrato oltre 150 cannoni per battere le posizioni russe all'interno della città e a nord del Dnepr; l'artiglieria della Guardia avrebbe dovuto frantumare le mura e le torri con i suoi pezzi pesanti da dodici libbre ma il compito si dimostrò difficile ed anche i cannoni pesanti furono presto impiegati per colpire la città e il fossato. L'artiglieria russa rispose al fuoco e, schierata sulle posizioni dominanti a nord del fiume, poté infliggere dure perdite alle colonne d'assalto della fanteria francese. Il piano di Napoleone prevedeva che il maresciallo Ney attaccasse con il III corpo la cittadella reale sul fianco sinistro, mentre il maresciallo Davout e il generale Mouton avrebbero conquistato i sobborghi meridionali della città; infine il principe Poniatowski con il V corpo avrebbe disceso il corso del fiume sul fianco destro, attaccato il sobborgo orientale e distrutto i ponti, bloccando in questo modo la ritirata delle truppe russe schierate a sud del Dnepr.
L'attacco delle truppe francesi contro i sobborghi meridionali e orientali diede luogo a scontri di grande violenza; i francesi attaccarono alla baionetta, mentre l'artiglieria delle due parti intervenne in massa con effetti distruttivi; il fumo avvolse il campo di battaglia. I soldati russi mostrarono un morale molto alto e contrattaccarono più volte; una serie di attacchi furono respinti; tuttavia le truppe francesi ebbero la meglio in molti settori. Costretti a ripiegare, alcuni reparti russi si trovarono la strada sbarrata verso la città e vennero decimati; numerosi soldati caddero davanti alle porte di accesso alle mura, le perdite furono elevatissime. Il maresciallo Davout, il generale Mouton e il principe Poniatowski riuscirono a rastrellare i sobborghi e a respingere i russi verso i bastioni dove molti furono uccisi; i superstiti del generale Dochturov trovarono scampo oltre la cinta muraria. Anche le perdite francesi furono pesanti, i reparti avanzavano ma dovevano lamentare continuamente numerosi morti e feriti e arrivarono ai bastioni indeboliti e logorati.
I sobborghi meridionali di Smolensk erano stati conquistati dai francesi, ma contemporaneamente l'attacco del maresciallo Ney con il III corpo contro la cittadella era invece fallito e i russi poterono organizzare la resistenza nella cinta fortificata da dove l'artiglieria continuava ad infliggere gravi perdite ai soldati francesi allo scoperto; un battaglione venne decimato dal fuoco dei cannoni. In questa fase il generale Barclay per sostenere la difesa della città inviò di rinforzo al generale Dochturov la divisione del principe Eugenio di Württemberg, proveniente dal 2º corpo d'armata.

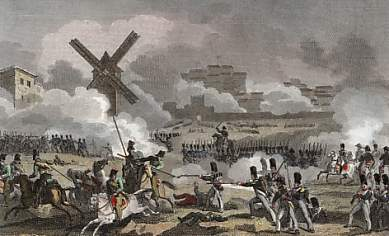
La battaglia di Smolensk.

I francesi, dopo aver occupato i sobborghi, fecero il tentativo di prendere d'assalto le mura e penetrare nella città vecchia a sud del Dnepr; l'attacco venne condotto con grande coraggio e disciplina nonostante il violento fuoco dei fucilieri e dell'artiglieria nemica, ma le perdite delle colonne d'assalto furono numerose. La brigata del generale Alexandre Dalton, appartenente al I corpo del maresciallo Davout, ebbe il suo comandante ferito e perse cinque comandanti di battaglione e 1500 uomini e non riuscì a penetrare dentro le mura; un contrattacco dei reparti russi del principe Eugenio di Württemberg impedì uno sfondamento della cinta muraria e un ultimo tentativo alle ore 19.00 venne ancora respinto. I soldati russi si difesero con grande accanimento fino all'ultimo. Le truppe francesi quindi rimasero sotto le mura delle città vecchia e i soldati cercarono riparo dal fuoco nemico in edifici dei sobborghi o in ripari del terreno, lo scambio di fuoco di fucileria continuò ancora fino alla notte.
La città di Smolensk aveva subito un continuo fuoco di artiglieria durante la battaglia e stava bruciando; i cannoni del generale Mouton alla fine della giornata ripresero il bombardamento e moltiplicarono gli incendi e le distruzioni; poco dopo furono viste alte fiamme e dense colonne di fumo diffondersi rapidamente in tutti i quartieri della città. L'incendio si estese nel corso della notte; Smolensk stava bruciando interamente; il drammatico evento venne osservato da Napoleone nel suo posto di comando. L'imperatore, cupo e nervoso, commentò in modo cinico e brutale la distruzione e la morte dentro le mura di Smolensk con l'ambasciatore Caulaincourt che era impressionato dalle dimensioni del disastro; tutto l'esercito francese rimase in allarme durante la notte mentre l'incendio di Smolensk diveniva sempre più vasto e distruttivo.
Alle ore 03.00 del 18 agosto un sottufficiale francese appartenente al I corpo del maresciallo Davout fece un tentativo di scalare le mura ed entrare dentro la città; sorpreso dall'assenza di rumori e resistenza, poté superare la cinta e penetrare nell'abitato dove ben presto incontrò i soldati polacchi del V corpo del principe Poniatowski che in precedenza erano già entrati, avendo rilevato la mancanza di segni del nemico. La città era deserta ed in rovina; le truppe della Grande Armata esplorarono tutto il settore a sud del Dnepr e non trovarono traccia dei russi; vennero quindi abbattute le porte per consentire al grosso dell'armata di entrare in Smolensk. Napoleone volle organizzare un ingresso formale nella città conquistata ed i reparti sfilarono in ordine preceduti dalla musica militare; nessuno era ad accoglierli, gli abitanti di Smolensk erano fuggiti, l'abitato era coperto di macerie e cadaveri, il denso fumo circondava i soldati francesi mentre marciavano dentro le rovine della città.

### Difficile ritirata dei russi

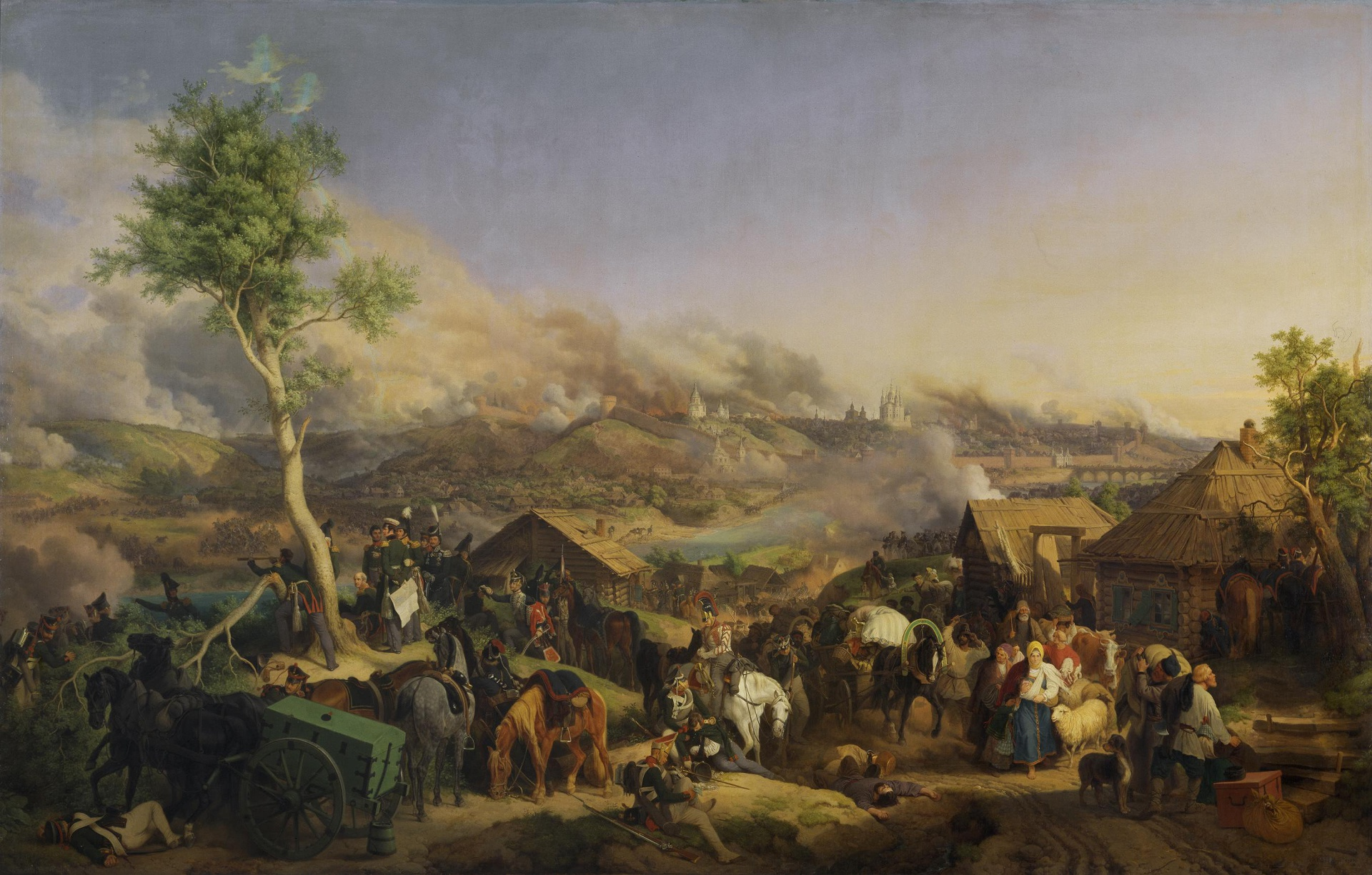
La ritirata dell'esercito russo da Smolensk.

A partire dalle ore 01.00 del 18 agosto le forze russe del generale Dochturov, che avevano difeso tenacemente i sobborghi meridionali durante i combattimenti del 17 agosto e quindi erano rifluite all'interno della cinta muraria, avevano dato inizio alla ritirata generale a nord del Dnepr abbandonando la città vecchia. Il generale Dochturov aveva appreso con disappunto la decisione del generale Barclay e, insieme agli altri generali, aveva criticato fortemente l'operato del comandante in capo. Il generale Barclay tuttavia riteneva troppo pericoloso rimanere sulle posizioni e aveva ordinato al generale Bagration fin dal 16 agosto di iniziare a ripiegare lungo la strada di Mosca; egli temeva una manovra di Napoleone a nord del Dnepr per tagliare le sue linee di comunicazione e prese quindi la decisione di rinunciare a difendere Smolensk e ripiegare con tutte le forze a nord del fiume.
Il generale Barclay era a conoscenza delle pesanti critiche dei suoi luogotenenti, del malumore delle truppe desiderose di battersi per difendere l'antica città russa ed era consapevole dell'ira che avrebbe suscitato nello zar Alessandro la notizia della caduta di Smolensk; Napoleone stesso credeva che il generale russo non avrebbe avuto il coraggio di abbandonare una città così importante. Egli tuttavia si assunse la responsabilità di questa decisione e quindi durante la notte le truppe russe fecero saltare la grande polveriera, incendiarono gli edifici già in parte devastati dal bombardamento dell'artiglieria francese, ed evacuarono la città vecchia. La popolazione era già in gran parte fuggita o era perita durante i combattimenti, solo un migliaio di persone rimasero tra le rovine; la ritirata si svolse ordinatamente ma non fu possibile portare in salvo il gran numero di feriti che quindi furono abbandonati sul posto e in parte morirono nell'incendio. Al mattino le truppe del generale Dochturov erano nel sobborgo settentrionale, dopo aver fatto saltare i due ponti sul fiume. Il generale Barclay decise di far riposare i soldati estenuati dalla battaglia per tutto il 18 agosto prima di iniziare la ritirata generale dell'armata che avrebbe avuto inizio la notte tra il 18 e il 19 agosto 1812.
Napoleone, dopo aver appreso che Smolensk era stata abbandonata dal nemico e che le truppe della Grande Armata erano entrate ed avevano occupato tutta la città vecchia, decise di recarsi personalmente a controllare il campo di battaglia. Egli apparve teso e preoccupato, osservò il terreno disseminato di cadaveri e di macerie, poi si recò insieme ai marescialli Ney, Davout e Mortier, al generale Mouton ed a Duroc fino alla sponda del Dnepr, di fronte al sobborgo settentrionale di Smolensk, dove erano ancora le truppe russe. In questa occasione parlò ai suoi luogotenenti; derise la passività e la timidezza operativa del generale Barclay, descrisse ottimisticamente la presunta debolezza dell'esercito russo, la sua mancanza di coraggio e la sua scarsa combattività. Nonostante volessero dimostrare risolutezza e fiducia, le sue parole non convinsero i luogotenenti che compresero la preoccupazione e l'irritazione dell'imperatore mascherata da questi discorsi. Ripartito a cavallo, si recò quindi a visitare la città in rovina.
L'imperatore entrò all'interno della cinta muraria e vide le vaste distruzioni, le macerie, i resti dell'incendio, i cadaveri, i feriti; egli apparve turbato e contrariato per la mancata vittoria decisiva; alcuni luogotenenti colsero l'occasione per proporre di fermare l'avanzata e organizzare i quartieri d'inverno dell'armata, esausta e disorganizzata, nelle rovine di Smolensk. Una parte dei feriti, lasciati senza assistenza per ventiquattro ore, vennero raccolti precariamente in quindici edifici risparmiati dall'incendio, altri furono avviati nelle retrovie; Napoleone cercò di migliorare la situazione, ordinando di organizzare il pattugliamento delle rovine, lo sgombero delle macerie, la rimozione dei cadaveri.
Nella notte tra il 18 e il 19 agosto il generale Barclay aveva dato ordine alle truppe rimaste nel sobborgo settentrionale della città di ripiegare verso nord, e il generale Dochturov abbandonò le posizioni dopo aver incendiato anche quel quartiere di Smolensk. Il maresciallo Ney, dopo aver impiegato la giornata del 18 agosto per riorganizzare le sue truppe e ricostruire i ponti sul Dnepr, attraversò quindi il fiume con il III corpo prima dell'alba del 19 agosto mentre infuriavano gli incendi; i francesi si inoltrarono nel sobborgo settentrionale in fiamme, percorrendo lentamente le strade minacciate dall'incendio e avanzando verso nord senza trovare opposizione; i russi se ne erano andati e furono visti solo gruppi di cosacchi che si ritirarono rapidamente. Il maresciallo Ney occupò il sobborgo e raggiunse la biforcazione delle due strade verso Pietroburgo e verso Mosca; egli, incerto sulla direzione della ritirata del nemico, al mattino del 19 agosto, fermò le truppe a nord della città.

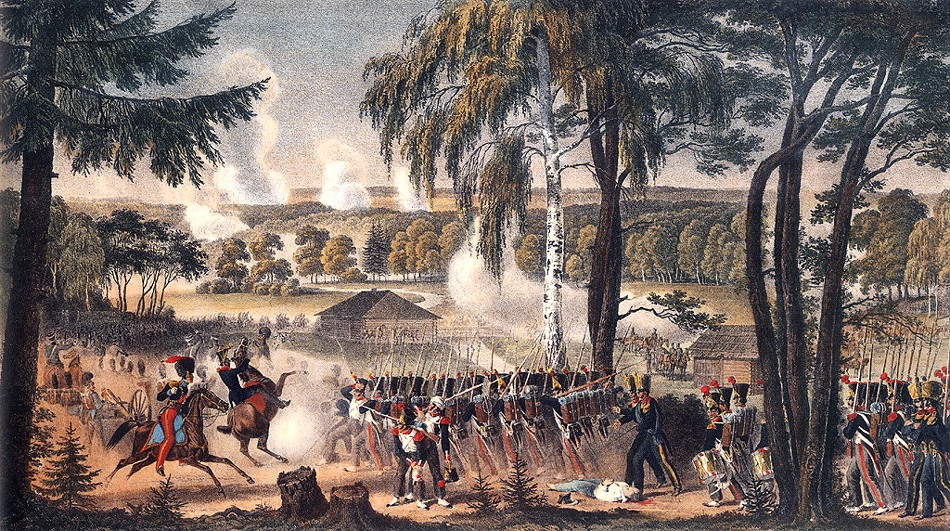
Le truppe francesi in marcia verso Valutino.

Nel frattempo la ritirata dell'armata del generale Barclay stava rischiando di trasformarsi in un disastro per i russi e i francesi avrebbero avuto nella giornata del 19 agosto l'inattesa opportunità di raggiungere il successo decisivo sfuggito a Smolensk. Mentre il generale Bagration aveva potuto ripiegare dal 16 agosto lungo la strada maestra per Mosca che correva sulla riva settentrionale del Dnepr, il generale Barclay, temendo di subire gli attacchi francesi e il fuoco della loro artiglieria attraverso il fiume, decise di ripiegare dalla notte del 19 agosto, con la sua armata frazionata in colonne separate, percorrendo le disagevoli strade secondarie che attraversavano i boschi a nord-est di Smolensk. In questo modo la manovra si svolse nella confusione e i reparti persero i collegamenti tra loro. Il maresciallo Ney ebbe quindi la possibilità di avanzare nella tarda mattinata del 19 agosto lungo la strada maestra di Mosca senza trovare opposizione, minacciando di tagliare fuori tutte le truppe russe ancora attardate nelle strade secondarie.
Durante la giornata l'armata russa del generale Barclay riuscì ad evitare la disfatta grazie soprattutto alla ostinata ed abile resistenza dei reparti del principe Eugenio di Württemberg e del generale Pavel Tučkov che riuscirono a rallentare l'avanzata del III corpo del maresciallo Ney con la tenace resistenza a Valutino. In questo modo riuscirono, dopo aspri combattimenti, a mantenere aperta la strada per il grosso dell'esercito che cercava di sboccare dai sentieri secondari attraverso la foresta. Il maresciallo Ney alla fine occupò l'altura di Valutino ma nel frattempo l'armata del generale Barclay era riuscita a raggiungere la strada di Mosca, continuando la ritirata verso est e ricongiungendosi con le truppe del generale Bagration. Nel momento decisivo il generale Junot, incaricato da Napoleone di attraversare il Dnepr a monte per prendere alle spalle i nemici, era rimasto inattivo invece di attaccare. Lo stesso Napoleone, ritenendo poco probabile una nuova battaglia, era presto rientrato a Smolensk senza coordinare la marcia dei suoi corpi; solo in tarda serata apprese le notizie e il giorno seguente si recò sul camapo di battaglia; ormai i russi erano sfuggiti e l'imperatore poté solo sostenere il morale dei suoi soldati con altisonanti proclami e con l'assegnazione di numerosi premi e riconoscimenti al valore.

## Bilancio e conseguenze
Dopo la battaglia di Smolensk e nonostante la deludente conclusione dell'azione di Valutino, Napoleone continuò a manifestare esteriormente ottimismo e piena fiducia; a Caulaincourt disse che sarebbero arrivati a Mosca in meno di un mese e che "in sei settimane avremo la pace"; alla moglie Maria Luisa d'Austria scrisse di aver conquistato Smolensk e di aver inflitto gravi perdite ai russi; concluse affermando di essere in buona salute e che "i miei affari vanno bene".
In realtà Napoleone era preoccupato e comprendeva la difficoltà crescente della campagna; la determinazione dei russi non sembrava scalfita dalla ritirata e dalle sconfitte, essi non avevano avuto incertezze a incendiare Smolensk; la popolazione, incitata alla resistenza contro l'invasore "diabolico" dai nobili e dai religiosi, abbandonava le case e distruggeva i raccolti. L'armata francese si logorava sempre di più e la massa di manovra dopo Smolensk si era ridotta a soli 160000 soldati. Nonostante queste gravi preoccupazioni, Napoleone, dopo aver scartato la possibilità di marciare a nord verso Pietroburgo, decise di continuare l'avanzata verso Mosca; egli riteneva in questo modo di attaccare al cuore la nobiltà e la religione russa. L'imperatore sperava che questa volta l'esercito russo si sarebbe fermato e avrebbe combattuto per salvare la città; contava inoltre di poter rovinare il morale dello zar conquistando l'antica capitale.
Nonostante il generale Barclay fosse riuscito a portare in salvo il suo esercito, il completo fallimento del tentativo di offensiva, la perdita e la distruzione di Smolensk e la nuova ritirata, fecero esplodere le polemiche all'interno del quartier generale russo, minando la coesione tra i generali; a Pietroburgo l'opinione pubblica, la nobilità e lo stesso zar Alessandro criticarono fortemente il comandante in capo. Il generale Bagration espresse esplicitamente il suo disappunto e il suo giudizio fortemente negativo sul generale Barclay, ritenuto inetto e pusillanime; i generali Ermolov e Levin von Bennigsen condividevano gli stessi giudizi e premevano per una sostituzione del comandante.
Anche tra le truppe il generale Barclay era ormai impopolare; soprannominato con un gioco di parole con il suo nome Boltaj i tol'ko ("Soltanto chiacchiere"), era considerato poco combattivo; il morale e la disciplina dei soldati declinarono temporaneamente durante la nuova ritirata. Entro pochi giorni lo zar Alessandro prese la sua decisione e affidò il comando in capo dell'esercito all'anziano, esperto e popolare generale Michail Kutuzov; in realtà lo zar non era un estimatore del vecchio generale ma decise di nominarlo considerando che non c'erano alternative credibili e che la nobiltà e l'opinione pubblica erano favorevoli. Il generale Kutuzov condivideva in gran parte la strategia del suo predecessore generale Barclay; egli decise tuttavia di assecondare la volontà generale e di rinsaldare lo spirito di resistenza decidendo di interrompere la ritirata e di affrontare una grande battaglia per difendere Mosca. Il 7 settembre sarebbe stata combattuta la battaglia di Borodino.